# آيت واسيف
آيت واسيف هي قرية ريفية في إقليم تنغير ضمن درعة تافيلالت بالمغرب. كان مجموع عدد سكان البلدية آيت واسيف 7.591 نسمة يعيشون في 855 أسرة.(تعداد السكان الرسمي 2004)

## دواوير الجماعة
- تزروت
- تبرخاشت
- ازرو